# Коста Монтефеделе (Павија)
Коста Монтефеделе је насеље у Италији у округу Павија, региону Ломбардија.
Према процени из 2011. у насељу је живело 230 становника. Насеље се налази на надморској висини од 192 м.